# Liste der Naturdenkmale im Bezirk Pankow
Die Liste der Naturdenkmale im Bezirk Pankow nennt die im Berliner Bezirk Pankow ausgewiesenen Naturdenkmale (Stand Mai 2021).

## Bäume
| Nr.               | Bezeichnung                  | Lage | Beschreibung                      | Schutzzweck                              | Bild                                    |
| ----------------- | ---------------------------- | --- | --------------------------------- | ---------------------------------------- | --------------------------------------- |
| 3-3/B Wikidata    | Ginkgo                       | Senefelder Straße 6, Schulhof, (Hausmeistergarten) (Standort)                                              | Ginkgo biloba                     | Eigenart                                 | mehr Fotos \| Fotos hochladen           |
| 3-5/B-1 Wikidata  | Japanische Blüten-Kirschen   | Kniprodestraße 113 B, Vorgarten (Standort)                                                                 | Prunus serrulata                  | Seltenheit, Eigenart                     | mehr Fotos \| Fotos hochladen           |
| 3-5/B-2 Wikidata  | Japanische Blüten-Kirschen   | Kniprodestraße 113 B, Vorgarten (Standort)                                                                 | Prunus serrulata                  | Seltenheit, Eigenart                     | mehr Fotos \| Fotos hochladen           |
| 3-6/B Wikidata    | Gewöhnliche Rosskastanie     | Prenzlauer Allee 1, Friedhof der St. Marien- und der St. Nicolai-Kirchengemeinde (Standort)                | Aesculus hippocastanum            | Schönheit                                | mehr Fotos \| Fotos hochladen           |
| 3-10/B-1 Wikidata | Gewöhnliche Rosskastanie     | Park am Weißen See, südlich des Sees, am westlichen Rand des Spielplatzes (Standort)                       | Aesculus hippocastanum            | Schönheit                                | mehr Fotos \| Fotos hochladen           |
| 3-10/B-2 Wikidata | Sommer-Linde                 | Park am Weißen See südwestlicher Bereich auf Höhe Albertinenstraße 14 (Standort)                           | Tilia platyphyllos                | Schönheit                                | Direkt Bild zu diesem Denkmal hochladen |
| 3-11/B Wikidata   | Schwarznuss                  | Park am Weißensee, südwestlicher Bereich Höhe Albertinenstraße 17 (Standort)                               | Juglans nigra                     | Schönheit                                | mehr Fotos \| Fotos hochladen           |
| 3-13/B Wikidata   | Baum-Hasel                   | Park am Weißen See westlich des Sees vor Amalienstraße 3 (Standort)                                        | Corylus colurna                   | Schönheit                                | mehr Fotos \| Fotos hochladen           |
| 3-15/B Wikidata   | Berliner Pappel              | Grünanlage, Woelckpromenade, gegenüber Nr. 31 (Standort)                                                   | Populus x berolinensis            | naturgeschichtliche Bedeutung            | mehr Fotos \| Fotos hochladen           |
| 3-16/B Wikidata   | Schwarz-Pappel               | Jürgen-Kuczynski-Park, Kreuzpfuhl, mittig am südlichen Uferweg (Standort)                                  | Populus nigra                     | naturgeschichtliche Bedeutung, Schönheit | Direkt Bild zu diesem Denkmal hochladen |
| 3-25/B Wikidata   | Ungarische Eiche             | Bahnhofstraße 4 (Standort)                                                                                 | Quercus frainetto                 | Schönheit                                | mehr Fotos \| Fotos hochladen           |
| 3-27/B Wikidata   | Feld-Ulme                    | Märchenweg, Ecke Fließgraben (Standort)                                                                    | Ulmus minor                       | Eigenart                                 | mehr Fotos \| Fotos hochladen           |
| 3-28/B-2 Wikidata | Gewöhnliche Eibe             | Brosepark, westlicher Bereich, auf Höhe Dietzgenstraße 42 (Standort)                                       | Taxus baccata                     |                                          | mehr Fotos \| Fotos hochladen           |
| 3-28/B-3 Wikidata | Gewöhnliche Eibe             | Brosepark, westlicher Bereich, auf Höhe Dietzgenstraße 42 (Standort)                                       | Taxus baccata                     |                                          | mehr Fotos \| Fotos hochladen           |
| 3-28/B-5 Wikidata | Ahornblättrige Platane       | Brosepark, westlicher Bereich, auf Höhe Dietzgenstraße 42 (Standort)                                       | Platanus x hispanica              |                                          | mehr Fotos \| Fotos hochladen           |
| 3-29/B Wikidata   | Gewöhnliche Eibe             | Brosepark, mittlerer Bereich, südlich Beuthstraße (Standort)                                               | Taxus baccata                     | Schönheit                                | mehr Fotos \| Fotos hochladen           |
| 3-30/B-2 Wikidata | Berg-Ahorn                   | Brosepark, östlicher Bereich, am Ende Marthastraße (Standort)                                              | Acer pseudoplatanus               | Schönheit                                | mehr Fotos \| Fotos hochladen           |
| 3-30/B-3 Wikidata | Gewöhnliche Buche            | Brosepark, östlicher Bereich, nördlich Marthastraße (Standort)                                             | Fagus sylvatica                   | Schönheit                                | mehr Fotos \| Fotos hochladen           |
| 3-31/B Wikidata   | Stiel-Eiche                  | Waldstraße, Ecke Altenberger Weg (Standort)                                                                | Quercus robur                     | Eigenart, Schönheit                      | mehr Fotos \| Fotos hochladen           |
| 3-32/B Wikidata   | Stiel-Eiche                  | vor Waldstraße 83 (Standort)                                                                               | Quercus robur                     | Schönheit                                | mehr Fotos \| Fotos hochladen           |
| 3-33/B Wikidata   | Gewöhnliche Rosskastanie     | Schönhauser Straße 49 (Standort)                                                                           | Aesculus hippocastanum            | Eigenart, Schönheit                      | Direkt Bild zu diesem Denkmal hochladen |
| 3-34/B-1 Wikidata | Ahornblättrige Platane       | Schlosspark Niederschönhausen östlich der Bundesakademie für Sicherheitspolitik (Standort)                 | Platanus acerifolia               | Schönheit                                | mehr Fotos \| Fotos hochladen           |
| 3-35/B-1 Wikidata | Stiel-Eiche                  | Schlosspark Niederschönhausen, Am Schlosspark, südlich der KGA Parkfriede (Standort)                       | Quercus robur                     |                                          | mehr Fotos \| Fotos hochladen           |
| 3-35/B-2 Wikidata | Stiel-Eiche                  | Schlosspark Niederschönhausen, Am Schlosspark, südlich der KGA Parkfriede (Standort)                       | Quercus robur                     |                                          | mehr Fotos \| Fotos hochladen           |
| 3-35/B-4 Wikidata | Stiel-Eiche                  | Schlosspark Niederschönhausen, Am Schlosspark, südlich der KGA Parkfriede (Standort)                       | Quercus robur                     |                                          | mehr Fotos \| Fotos hochladen           |
| 3-35/B-5 Wikidata | Stiel-Eiche                  | Schlosspark Niederschönhausen, Am Schlosspark, südlich der KGA Parkfriede (Standort)                       | Quercus robur                     |                                          | mehr Fotos \| Fotos hochladen           |
| 3-35/B-6 Wikidata | Stiel-Eiche                  | Schlosspark Niederschönhausen, Am Schlosspark, südlich der KGA Parkfriede (Standort)                       | Quercus robur                     |                                          | mehr Fotos \| Fotos hochladen           |
| 3-37/B-1 Wikidata | Ahornblättrige Platane       | Schlosspark Niederschönhausen, am Schloss (Standort)                                                       | Platanus x hispanica              |                                          | mehr Fotos \| Fotos hochladen           |
| 3-37/B-2 Wikidata | Ahornblättrige Platane       | Schlosspark Niederschönhausen, am Schloss (Standort)                                                       | Platanus x hispanica              |                                          | mehr Fotos \| Fotos hochladen           |
| 3-37/B-3 Wikidata | Ahornblättrige Platane       | Schlosspark Niederschönhausen, am Schloss (Standort)                                                       | Platanus x hispanica              |                                          | mehr Fotos \| Fotos hochladen           |
| 3-37/B-4 Wikidata | Ahornblättrige Platane       | Schlosspark Niederschönhausen, am Schloss (Standort)                                                       | Platanus x hispanica              |                                          | mehr Fotos \| Fotos hochladen           |
| 3-37/B-5 Wikidata | Ahornblättrige Platane       | Schlosspark Niederschönhausen, am Schloss (Standort)                                                       | Platanus x hispanica              |                                          | mehr Fotos \| Fotos hochladen           |
| 3-37/B-6 Wikidata | Ahornblättrige Platane       | Schlosspark Niederschönhausen, am Schloss (Standort)                                                       | Platanus x hispanica              |                                          | mehr Fotos \| Fotos hochladen           |
| 3-38/B Wikidata   | Gewöhnliche Buche            | Pestalozzistraße 18 (Standort)                                                                             | Fagus sylvatica                   | Schönheit                                | mehr Fotos \| Fotos hochladen           |
| 3-41/B Wikidata   | Stiel-Eiche                  | am Lietzengraben, nördlich Berliner Ring, südlich Schönerlinder Chaussee (Standort)                        | Quercus robur                     | naturgeschichtliche Bedeutung, Schönheit | Direkt Bild zu diesem Denkmal hochladen |
| 3-43/B Wikidata   | Gewöhnliche Buche            | Bürgerpark Wilhelm-Kuhr-Straße, Verlängerung westlicher Parksteg (Standort)                                | Fagus sylvatica                   | Eigenart                                 | mehr Fotos \| Fotos hochladen           |
| 3-44/B Wikidata   | Ahornblättrige Platane       | Volkspark Schönholzer Heide, nordwestlich des Wald- und Parkfriedhofs, südlich der Gedenkstätte (Standort) | Platanus acerifolia               | Schönheit, landeskundliche Gründe        | mehr Fotos \| Fotos hochladen           |
| 3-45/B Wikidata   | zwei Ahornblättrige Platanen | Parkstraße 37/39 (Standort)                                                                                | Platanus acerifolia               | Schönheit, landeskundliche Gründe        | mehr Fotos \| Fotos hochladen           |
| 3-46/B Wikidata   | Holländische Linde           | Friedrich-Engels-Straße 190/192, Höhe Distelweg 24 (Standort)                                              | Tilia x europaea                  | Seltenheit, Schönheit                    | Direkt Bild zu diesem Denkmal hochladen |
| 3-47/B Wikidata   | Schwarz-Pappel               | Lindenberger Weg 80, Campus Berlin-Buch (Standort)                                                         | Populus nigra                     | naturgeschichtliche Bedeutung            | Direkt Bild zu diesem Denkmal hochladen |
| 3-48/B Wikidata   | Echte Sumpfzypresse          | Bürgerpark Pankow, nördlich des Rosengartens (Standort)                                                    | Taxodium distichum                | landeskundliche Gründe, Schönheit        | mehr Fotos \| Fotos hochladen           |
| 3-49/B Wikidata   | Ahornblättrige Platane       | Volkspark Schönholzer Heide auf Höhe Straße vor Schönholz 29 (Standort)                                    | Platanus acerifolia               | landeskundliche Gründe, Eigenart         | Direkt Bild zu diesem Denkmal hochladen |
| 3-50/B Wikidata   | Butternuss                   | Schlosspark Niederschönhausen, südlich Ossietzky-strasse 44 (Standort)                                     | Juglans cinerea                   | Seltenheit, Schönheit                    | mehr Fotos \| Fotos hochladen           |
| 3-51/B Wikidata   | Stiel-Eiche                  | Schlosspark Niederschönhausen, gegenüber Am Schlosspark 6 (Standort)                                       | Quercus robur                     | landeskundliche Gründe                   | mehr Fotos \| Fotos hochladen           |
| 3-52/B Wikidata   | Stiel-Eiche                  | Schlosspark Niederschönhausen, Am Schlosspark, südlich der KGA Park-friede (Standort)                      | Quercus robur                     | landeskundliche Gründe                   | mehr Fotos \| Fotos hochladen           |
| 3-53/B Wikidata   | Hainbuche                    | Schlosspark Niederschönhausen, Nordende der Ossietzkystrasse (Standort)                                    | Carpinus betulus                  | Seltenheit, Eigenart, Schönheit          | mehr Fotos \| Fotos hochladen           |
| 3-54/B Wikidata   | Stiel-Eiche                  | Breitestraße 22B, südlich Paule-Park (Standort)                                                            | Quercus robur                     | Schönheit                                | mehr Fotos \| Fotos hochladen           |
| 3-55/B Wikidata   | „Langblättrige“ Traubeneiche | Park am Weißen See, südwestlich des Sees, auf Höhe Albertinenstraße 19 (Standort)                          | Quercus petraea var. mespilifolia | Seltenheit                               | Direkt Bild zu diesem Denkmal hochladen |
| 3-56/B Wikidata   | Stiel-Eiche                  | gegenüber Wiltbergstraße 25 (Standort)                                                                     | Quercus robur                     | Schönheit                                | Direkt Bild zu diesem Denkmal hochladen |
| 3-57/B Wikidata   | Stiel-Eiche                  | Schlosspark Buch, südwestlicher Eingangsbereich (Standort)                                                 | Quercus robur                     | Eigenart                                 | Direkt Bild zu diesem Denkmal hochladen |
| 3-58/B Wikidata   | Stiel-Eiche                  | Schlosspark Buch, südwestlicher Eingangsbereich (Standort)                                                 | Quercus robur                     | Eigenart                                 | Direkt Bild zu diesem Denkmal hochladen |
| 3-59/B Wikidata   | Stiel-Eiche                  | Schlosspark Buch, südwestlicher Eingangsbereich (Standort)                                                 | Quercus robur                     | Schönheit                                | Direkt Bild zu diesem Denkmal hochladen |
| 3-60/B Wikidata   | Felsen-Kirsche               | Wisbyer Straße 50, Ecke Neumannstraße 1 (Standort)                                                         | Prunus mahaleb                    | Eigenart, Schönheit                      | Direkt Bild zu diesem Denkmal hochladen |
| 3-61/B Wikidata   | Schwarz-Erle                 | Bürgerpark/Pankeufer auf Höhe Wilhelm-Kuhr-Straße 27 (Standort)                                            | Alnus glutinosa                   | Schönheit                                | mehr Fotos \| Fotos hochladen           |
| 3-62/B Wikidata   | Stiel-Eiche                  | zwischen Am Orangeriepark 3 und Am Orangeriepark 7 (Standort)                                              | Quercus robur                     | landeskundliche Gründe, Schönheit        | mehr Fotos \| Fotos hochladen           |
| 3-63/B Wikidata   | Stiel-Eiche                  | Feld südlich der Moorlinse, Buch (Standort)                                                                | Quercus robur                     | Schönheit                                | Direkt Bild zu diesem Denkmal hochladen |
| 3-64/B Wikidata   | Stiel-Eiche                  | Feld westlich der Moorlinse und des Grabens 1 Buch (Standort)                                              | Quercus robur                     | naturgeschichtliche Bedeutung, Schönheit | Direkt Bild zu diesem Denkmal hochladen |
| 3-65/B Wikidata   | Feld-Ahorn                   | Storkower Straße 65 (Standort)                                                                             | Acer campestre                    | Schönheit                                | Direkt Bild zu diesem Denkmal hochladen |
| 3-66/B-1 Wikidata | Kultur-Birne                 | KGA Wasserwerk Rosenthal, Parzelle 18 (Standort)                                                           | Pyrus communis                    |                                          | mehr Fotos \| Fotos hochladen           |
| 3-66/B-2 Wikidata | Kultur-Birne                 | KGA Wasserwerk Rosenthal, Parzelle 19 (Standort)                                                           | Pyrus communis                    |                                          | mehr Fotos \| Fotos hochladen           |
| 3-66/B-3 Wikidata | Kultur-Birne                 | KGA Wasserwerk Rosenthal, Parzelle 20 (Standort)                                                           | Pyrus communis                    |                                          | mehr Fotos \| Fotos hochladen           |
| 3-66/B-4 Wikidata | Kultur-Birne                 | KGA Wasserwerk Rosenthal, Parzelle 21 (Standort)                                                           | Pyrus communis                    |                                          | mehr Fotos \| Fotos hochladen           |
| 3-66/B-5 Wikidata | Kultur-Birne                 | KGA Wasserwerk Rosenthal, Parzelle 22 (Standort)                                                           | Pyrus communis                    |                                          | mehr Fotos \| Fotos hochladen           |

## Findlinge
Die in Berlin als Naturdenkmal geführten Findlinge sind in der Regel erratische Blöcke mit einem Volumen von mindestens einem Kubikmeter und somit eine Masse von mehreren Tonnen.
| Nr.            | Bezeichnung  | Lage                                                      | Beschreibung | Schutzzweck                | Bild                                    |
| -------------- | ------------ | --------------------------------------------------------- | ------------ | -------------------------- | --------------------------------------- |
| 3-1/F Wikidata | Findling     | Fließgraben, südlich des Märchenweges (Standort)          |              | naturgeschichtliche Gründe | mehr Fotos \| Fotos hochladen           |
| 3-3/F Wikidata | Großer Stein | Bucher Straße (Standort)                                  |              | naturgeschichtliche Gründe | mehr Fotos \| Fotos hochladen           |
| 3-4/F Wikidata | Findling     | auf Höhe Hauptstraße 24/25 (Standort)                     |              |                            | Direkt Bild zu diesem Denkmal hochladen |
| 3-5/F Wikidata | Findling     | Pfarrer-Hurtienne-Platz, unter der Hänge-Buche (Standort) |              |                            | Direkt Bild zu diesem Denkmal hochladen |

## Ehemalige Naturdenkmale
| Nr.               | Bezeichnung                | Lage                                                                                 | Beschreibung                                                       | Schutzzweck                       | Bild                                    |
| ----------------- | -------------------------- | ------------------------------------------------------------------------------------ | ------------------------------------------------------------------ | --------------------------------- | --------------------------------------- |
| 3-1/B Wikidata    | Schnurbaum                 | Syringenplatz (Standort)                                                             | Sophora japonica; bei Neuausweisung 2021 nicht mehr gelistet       |                                   | mehr Fotos \| Fotos hochladen           |
| 3-2/B Wikidata    | Chinesische Baum-Weide     | Storkower Straße 67-69 (Standort)                                                    | Salix matsudana; bei Neuausweisung 2021 nicht mehr gelistet        |                                   | Direkt Bild zu diesem Denkmal hochladen |
| 3-2/F Wikidata    | Findling                   | Schräger Weg Ecke Am Kiebitzpfuhl (Standort)                                         | bei Neuausweisung 2021 nicht mehr gelistet                         | naturgeschichtliche Gründe        | Direkt Bild zu diesem Denkmal hochladen |
| 3-4/B Wikidata    | Chinesische Baum-Weide     | Sigridstraße (Standort)                                                              | Salix matsudana; bei Neuausweisung 2021 nicht mehr gelistet        |                                   | Direkt Bild zu diesem Denkmal hochladen |
| 3-7/B Wikidata    | Lederhülsenbaum            | Falkplatz (Standort)                                                                 | Gleditsia triacanthos; bei Neuausweisung 2021 nicht mehr gelistet  |                                   | Direkt Bild zu diesem Denkmal hochladen |
| 3-8/B Wikidata    | Balkan-Rosskastanie        | Falkplatz (Standort)                                                                 | Aesculus hippocastanum; bei Neuausweisung 2021 nicht mehr gelistet |                                   | Direkt Bild zu diesem Denkmal hochladen |
| 3-12/B Wikidata   | Bitternuss                 | Park am Weißensee (Standort)                                                         | Carya cordiformis; bei Neuausweisung 2021 nicht mehr gelistet      |                                   | Direkt Bild zu diesem Denkmal hochladen |
| 3-12/B Wikidata   | Schuppenrinden-Hickory     | Park am Weißensee (Standort)                                                         | Carya ovata; bei Neuausweisung 2021 nicht mehr gelistet            |                                   | Direkt Bild zu diesem Denkmal hochladen |
| 3-14/B Wikidata   | Zerr-Eiche                 | Albertinenstraße 6-8 (Standort)                                                      | Quercus cerris; bei Neuausweisung 2021 nicht mehr gelistet         |                                   | mehr Fotos \| Fotos hochladen           |
| 3-17/B Wikidata   | Balkan-Rosskastanie        | Brechthaus (Standort)                                                                | Aesculus hippocastanum; bei Neuausweisung 2021 nicht mehr gelistet |                                   | Direkt Bild zu diesem Denkmal hochladen |
| 3-18/B Wikidata   | Spitz-Ahorn                | Friedhof St. Bartholomäus (Standort)                                                 | Acer platanoides; bei Neuausweisung 2021 nicht mehr gelistet       |                                   | Direkt Bild zu diesem Denkmal hochladen |
| 3-19/B Wikidata   | Gemeine Eibe               | Friedhof Ev. Kirchengemeinde Weißensee (Standort)                                    | Taxus baccata; bei Neuausweisung 2021 nicht mehr gelistet          |                                   | Direkt Bild zu diesem Denkmal hochladen |
| 3-20/B Wikidata   | Lederhülsenbaum            | St. Joseph-Krankenhaus (Standort)                                                    | Gleditsia triacanthos; bei Neuausweisung 2021 nicht mehr gelistet  |                                   | mehr Fotos \| Fotos hochladen           |
| 3-20/B Wikidata   | Douglasie                  | St. Joseph-Krankenhaus (Standort)                                                    | Pseudotsuga menziesii; bei Neuausweisung 2021 nicht mehr gelistet  |                                   | Direkt Bild zu diesem Denkmal hochladen |
| 3-21/B Wikidata   | Virginische Traubenkirsche | Buschallee 73-74 (Standort)                                                          | Prunus virginiana; bei Neuausweisung 2021 nicht mehr gelistet      |                                   | Direkt Bild zu diesem Denkmal hochladen |
| 3-22/B Wikidata   | Bruch-Weide                | Piesporter Straße 83-84 (Standort)                                                   | Salix fragilis; bei Neuausweisung 2021 nicht mehr gelistet         |                                   | Direkt Bild zu diesem Denkmal hochladen |
| 3-23/B Wikidata   | Silber-Ahorn               | Kastanienallee 2 (Standort)                                                          | Acer saccharinum; bei Neuausweisung 2021 nicht mehr gelistet       |                                   | Direkt Bild zu diesem Denkmal hochladen |
| 3-24/B Wikidata   | Berg-Ahorn                 | Kinderheim Blankenburg Heinersdorfer Straße (Standort)                               | Acer pseudoplatanus; bei Neuausweisung 2021 nicht mehr gelistet    |                                   | Direkt Bild zu diesem Denkmal hochladen |
| 3-26/B Wikidata   | Balkan-Rosskastanie        | Krankenpflegeheim Albert Schweitzer (Standort)                                       | Aesculus hippocastanum; bei Neuausweisung 2021 nicht mehr gelistet |                                   | Direkt Bild zu diesem Denkmal hochladen |
| 3-28/B Wikidata   | Platane                    | Brosepark (Standort)                                                                 | Platanus x hispanica; bei Neuausweisung 2021 nicht mehr gelistet   |                                   | Direkt Bild zu diesem Denkmal hochladen |
| 3-28/B Wikidata   | Spitz-Ahorn                | Brosepark (Standort)                                                                 | Acer platanoides; bei Neuausweisung 2021 nicht mehr gelistet       |                                   | Direkt Bild zu diesem Denkmal hochladen |
| 3-28/B Wikidata   | Flatter-Ulme               | Brosepark (Standort)                                                                 | Ulmus laevis; bei Neuausweisung 2021 nicht mehr gelistet           |                                   | Direkt Bild zu diesem Denkmal hochladen |
| 3-30/B Wikidata   | Gemeine Hainbuche          | Brosepark (Standort)                                                                 | Carpinus betulus; bei Neuausweisung 2021 nicht mehr gelistet       |                                   | Direkt Bild zu diesem Denkmal hochladen |
| 3-34/B Wikidata   | Winter-Linde               | Schlosspark Niederschönhausen (Standort)                                             | Tilia cordata; bei Neuausweisung 2021 nicht mehr gelistet          |                                   | Direkt Bild zu diesem Denkmal hochladen |
| 3-34/B Wikidata   | Platane                    | Schlosspark Niederschönhausen (Standort)                                             | Platanus x hispanica; bei Neuausweisung 2021 nicht mehr gelistet   |                                   | Direkt Bild zu diesem Denkmal hochladen |
| 3-35/B Wikidata   | fünf Stiel-Eichen          | Schlosspark Niederschönhausen, Am Schlosspark südlich der KGA Park-friede (Standort) | Quercus robur; bei Neuausweisung 2021 nicht mehr gelistet          | landeskundliche Gründe, Schönheit | Direkt Bild zu diesem Denkmal hochladen |
| 3-36/B Wikidata   | Balkan-Rosskastanie        | Schlosspark Niederschönhausen (Standort)                                             | Aesculus hippocastanum; bei Neuausweisung 2021 nicht mehr gelistet |                                   | Direkt Bild zu diesem Denkmal hochladen |
| 3-36/B Wikidata   | Stiel-Eiche                | Schlosspark Niederschönhausen (Standort)                                             | Quercus robur; bei Neuausweisung 2021 nicht mehr gelistet          |                                   | Direkt Bild zu diesem Denkmal hochladen |
| 3-36/B-3 Wikidata | Rot-Buche                  | Schlosspark Niederschönhausen (Standort)                                             | Fagus sylvatica; Stand Mai 2024 gefällt                            |                                   | mehr Fotos \| Fotos hochladen           |
| 3-36/B-4 Wikidata | Rot-Buche                  | Schlosspark Niederschönhausen (Standort)                                             | Fagus sylvatica; am 03.12.2024 gefällt                             |                                   | mehr Fotos \| Fotos hochladen           |
| 3-39/B Wikidata   | Rot-Buche                  | Bucher Forst Jagen 507 (Standort)                                                    | Fagus sylvatica; bei Neuausweisung 2021 nicht mehr gelistet        |                                   | Direkt Bild zu diesem Denkmal hochladen |
| 3-40/B Wikidata   | Stiel-Eiche                | Klinikum Buch (Standort)                                                             | Quercus robur; bei Neuausweisung 2021 nicht mehr gelistet          |                                   | Direkt Bild zu diesem Denkmal hochladen |
| 3-42/B Wikidata   | Rot-Eiche                  | Bürgerpark (Standort)                                                                | Quercus rubra; bei Neuausweisung 2021 nicht mehr gelistet          |                                   | Direkt Bild zu diesem Denkmal hochladen |